# Anders Tornberg (gallerist)
För prästen Anders Nicolai Tornensis, även känd som Anders Tornberg, se Anders Nicolai Tornensis.
För landshövdingen och tidigare rikspolischefen, se Anders Thornberg.

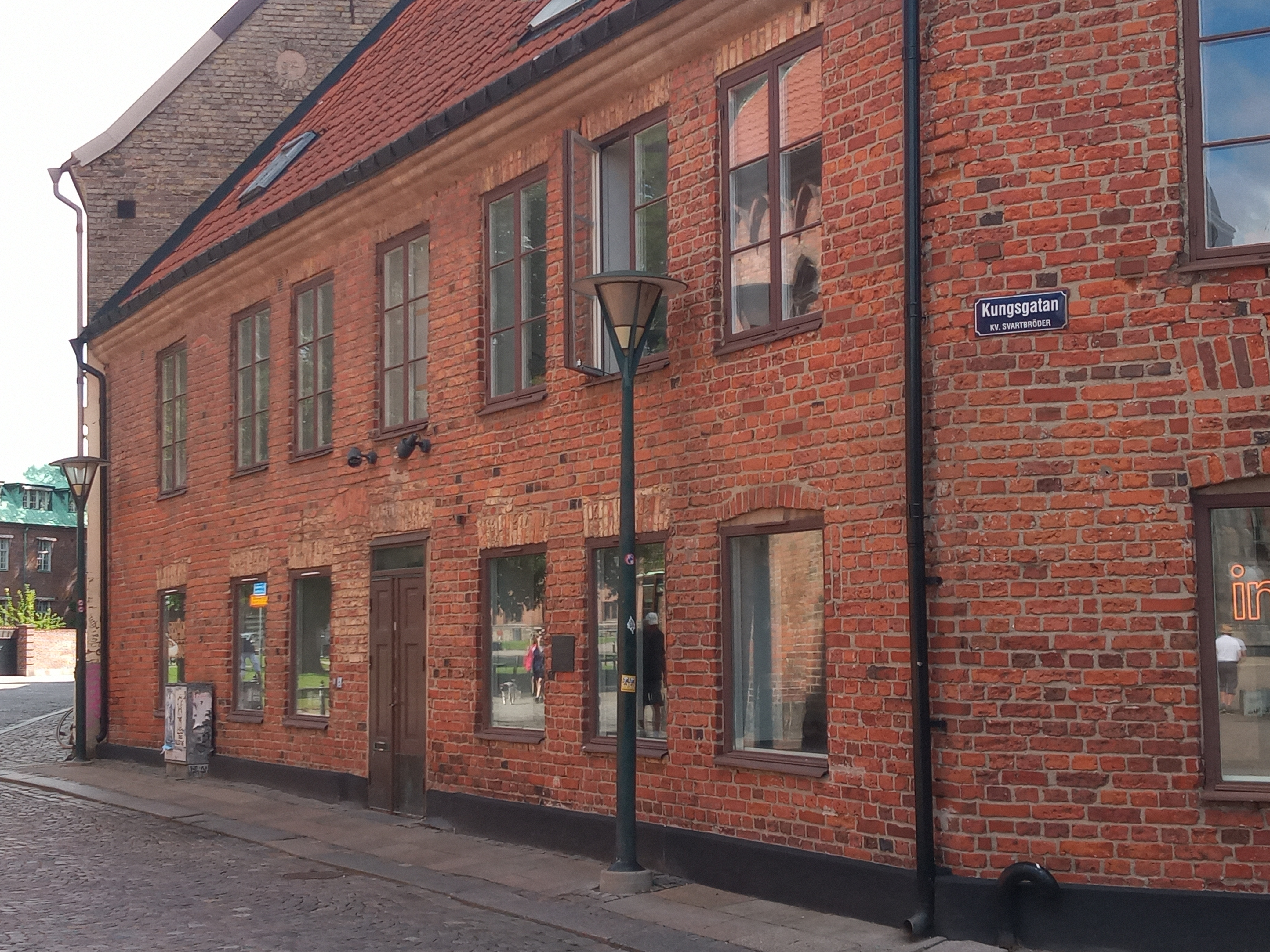
Kungsgatan 4 i Lund. På bottenvåningen i detta 1800-talshus fanns Anders Tornbergs galleri 1970-1999.

Anders Tornberg, född 21 juli 1937 i Stockholm, död 28 juli 1997 i Lund, var en svensk gallerist och konstsamlare. Han blev en viktig introduktör i Sverige av amerikansk och europeisk samtidskonst.

## Biografi -1970
Anders Tornberg gick i Stocksunds folkskola och därefter i läroverket Norra Real i Stockholm. Tillsammans med klasskamraten Svante Thuresson bildade han 1954 en jazzkvartett, spelade klarinett. Han hade lätt att uttrycka sig muntligt och skriftligt. 1955 blev han redaktör för skoltidningen och två sommarlov arbetade han som volontär på dagstidningar. Som tonåring skrev han också i jazztidskriften Orkesterjournalen. Han tänkte sig en framtid som journalist.
1958 flyttade Tornberg till Lund för studier vid universitetet, men på sommaren innan terminen började liftade han till Spanien. Det var hans första resa till landet, den skulle följas av många fler. Inte minst fascinerades han av tjurfäktning och Pamplonas tjurrusningar. Med åren skaffade han ett stort nätverk av vänner i Spanien. Hemma i Lund vidtog sedan studier – filosofi, litteraturhistoria, ekonomisk historia, sociologi och spanska – vilket med tiden resulterade i en filosofie kandidatexamen. Vid sidan av studierna hann han också med studentliv med festande och upptåg. Han bildade också LATS, Lunds Akademiska TjurfäktningsSällskap. För Tornberg var tjurfäktning ett skådespel på liv och död, men föreningens aktiviteter var mer på skämt än på allvar.
Efter studietiden arbetade Tornberg med marknadsundersökningar och PR på Tetra Pak, Malmö konserthus och andra ställen. Samtidigt spelade han teater i den fria gruppen Teater 23.

## Anders Tornberg Gallery

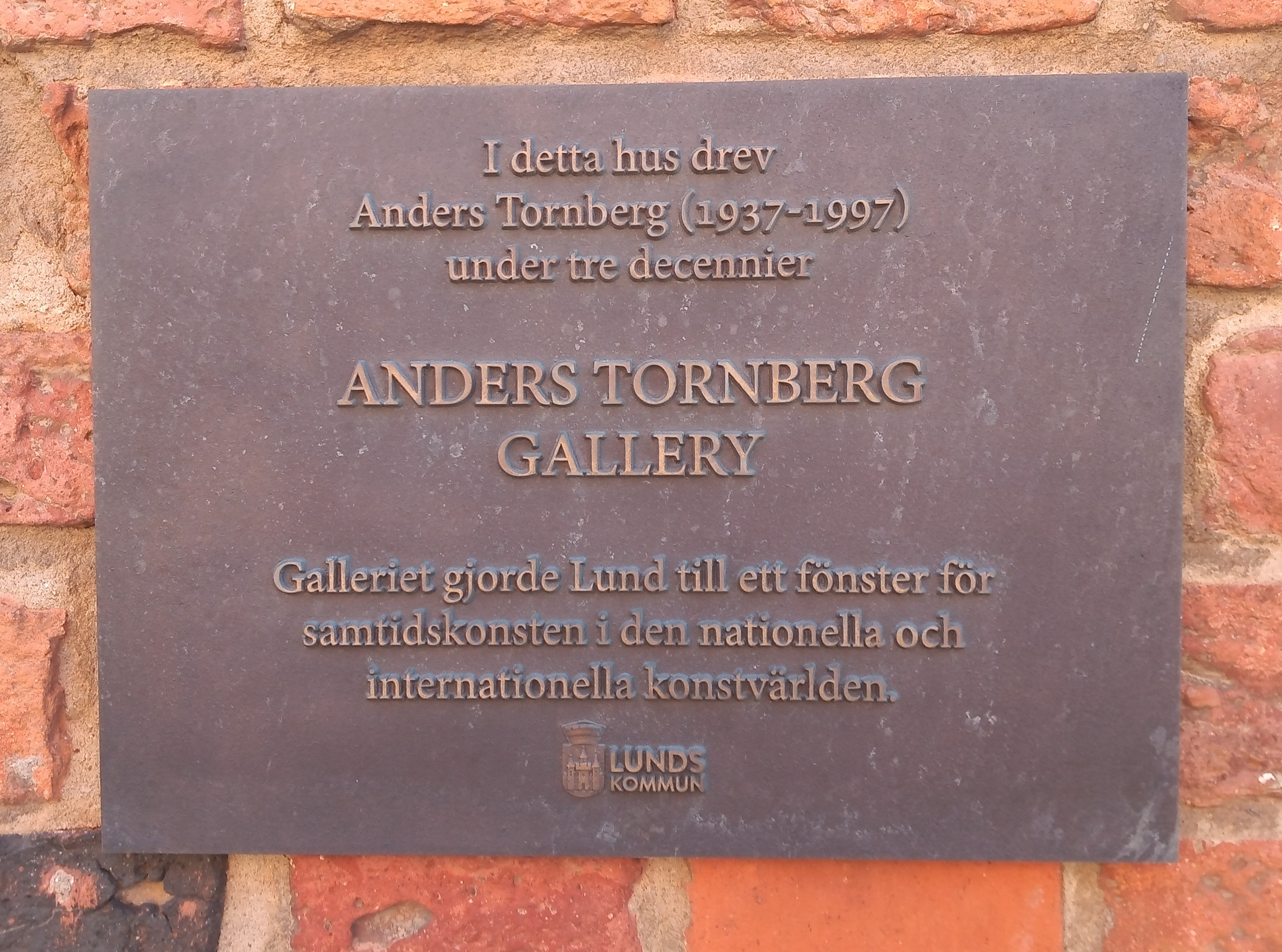
2022 lät Lunds kommun sätta upp en minnesskylt på huset där galleriet funnits.

På 1960-talet arrangerade Tornberg regelbundet gruppresor med buss till Pamplona i Spanien. 1966 deltog konstnärsparet Barbro och Holger Bäckström. Resan blev början på en livslång vänskap med dem. Det var paret Bäckström som på allvar väckte Tornbergs intresse för konst, först som samlare, men de var också starkt bidragande till att Tornberg 1970 blev föreståndare för galleristen Leif Nielsens nyöppnade galleri Prisma IV på Kungsgatan 4 i centrala Lund. Nielsen drev sedan tidigare gallerierna Prisma I, II och III i Stockholm. Holger Bäckström och Bo Ljungberg, konstnärsduon Beck & Jung, ingick i kretsen kring Leif Nielsen i Stockholm och Tornberg hade också blivit bekant med Nielsen.
1973 övertog Tornberg galleriet, bytte dess namn till ”Galleriet” och ändrade också med tiden galleriets inriktning. Dittills hade man främst visat svensk och annan nordisk samtidskonst, varav mycket grafik. Resten av 1970 talet blev mer internationell även om det svenska fortfarande dominerade. På 1970-talet började han att regelbundet besöka New York. (Hans äktenskap 1973 med flygvärdinnan Monica Körner gjorde att han som make gratis fick följa med på hennes resor Kastrup – New York.) Han gjorde sig snabbt bekant med den nya avantgardekonst som visades där och lärde känna konstnärer som senare skulle ställa ut hos honom i Lund. Han kom att bli den som tillsammans med Gallerie Nordenhake introducerade den moderna amerikanska konsten i Sverige.
Det var på 1980-talet som den amerikanska och europeiska konsten kom att dominera på galleriet. ”Galleriet” bytte nu namn till ”Anders Tornberg Gallery”.
En tid gjorde Tornberg lyckade aktieaffärer för lånade pengar på börsen med tio miljoner kronor i vinst. Han hade hoppats kunna köpa gallerifastigheten, men ägaren ville inte sälja. Pengarna användes i stället till att köpa konst och till att renovera galleriet.
1995 tilldelades Anders Tornberg Lunds kommuns kulturpris.
Anders Tornberg gifte sig i januari 1997 med Inger Hägglund. Hon hade då i flera år drivit galleriet tillsammans med Tornberg. Efter makens bortgång sommaren 1997 drev hon verksamheten vidare i två år men tvingades sedan upphöra efter en hyreshöjning. Inger Hägglund Tornberg skänkte galleriets arkiv till Lunds universitet. Tornbergs omfattande konstsamling såldes på auktion.

### Vernissagekort
Med sin bakgrund inom reklamvärlden förstod Tornberg vikten av att marknadsföring. Särskilt omtalade blev galleriets vernissagekort. De gjordes av Tornberg, designern John Melin och tryckaren Gert Fors i samarbete med konstnären så att de skulle ge en försmak av utställningen. De fick i efterhand ett sort samlarvärde. Konstmuséet Albright-Knox i USA ställde ut många av korten och så sent som 2022 visades en nästan komplett samling av dem på ett galleri i Lund.

### Medarbetare
Under många år drev Tornberg galleriet i huvudsak själv men från cirka 1990 hade han olika medarbetare. Förutom hustrun, Inger Hägglund Tornberg, också Clay Ketter, Martin Bryder och Martin Schibli. Den amerikanske hantverkaren, konstnären och musikern Clay Ketter flyttade till Lund i slutet av 1980-talet. Han kände då redan vagt till Tornbergs galleri. Hans första möte med Tornberg 1989 resulterade i att denne beställde vitriner och piedestaler av Ketter. Han fick sedan en roll som galleriets utställningstekniker och kom på så sätt in i Tornbergs nätverk.
Konstnären Martin Bryder startade i början av 2000-talet ett eget galleri i Lund. Bryder fick stadens kulturpris 2021.
Martin Schibli blev senare utställningsproducent på Dunkers kulturhus i Helsingborg.

## Konstnärerna
Anders Tornberg förlitade sig på sin intuition när han valde sina konstnärer. Han ville inte provocera utan såg sig som en kunskapsförmedlare som ville lära och väcka besökare för det nya.
Han knöt nära band både till konstnärerna som ställde ut på galleriet och till publiken och samlarna. Konstnärerna bodde ofta hemma hos honom, alldeles i närheten av galleriet, när de förberedde utställningarna. Samlare och vänner i Lund och Malmö bjöd på uppsluppna middagar och delade med sig av sin syn på konst. Hans änka Inger talar om ”utvidgad familj” i Lund.
Även i New York skapade han en stor ”familj”. Där fanns också en tid den svenske konstnären Jan Håfström genom vilken Tornberg fick kontakt med konstnärerna Susan Weil och hennes man Bernard Kirschenbaum. Där fanns också de New York-konstnärer som ställt ut på Lundagalleriet. Tornbergs vänskap med Weil och Håfström blev mycket givande. Weil ställde ut hos Tornberg fem gånger och Håfström sex gånger. Weils sista utställning hette Cuppa Coffee. Under mer än tretton år, från 1984 till 1997, skickade hon dagligen ett brev till Tornberg med en dikt och tillhörande bild. Den första av dikterna hette just Cuppa coffee. Ett hundratal av dessa mer än 4500 konstverk ställdes ut i januari 1997. Håfströms Konsten att dö sommaren 1997 blev Tornbergs sista utställning.
Andra konstnärer som ställde ut flera gånger var bland andra Barbro Bäckström (fyra gånger), Beck & Jung (två gånger), Paul Osipow från Finland (tre gånger), och amerikanerna Barton Lidice Beneš (tre gånger) och Richard Nonas (två gånger).
Beneš utställning Lethal Weapons (1994) väckte stor debatt. Beneš var hiv-infekterad och använde sitt eget blod som material. Med en vattenpistol och andra ”vapen” målade eller sprejade han blodet på pappersark som sedan ställdes ut. Med vernissagekortet följde skyddshandskar av gummi. Hälsovårdsmyndigheterna försökte förhindra utställningen, men lyckades bara uppnå en kompromiss. Konstverken blev värmesteriliserade på ett sjukhus och fick sedan ställas ut.
Nonas, som ställde ut 1986 och 1995, skapade också gravstenen på Norra kyrkogården i Lund där Anders Tornberg gravsattes 1997.